# Bohdan Kleczyński
Bohdan Kleczyński (ur. 21 listopada?/4 grudnia 1900 w Kijowie, zm. 20 marca 1944 w Edynburgu) – podpułkownik dyplomowany pilot Polskich Sił Powietrznych na Zachodzie, pośmiertnie awansowany na pułkownika.

## Życiorys
Bohdan Kleczyński urodził się 4 grudnia 1900 roku w Kijowie.
W okresie od 15 lipca do 15 września 1931 roku odbył dwumiesięczną praktykę w piechocie i artylerii, a w okresie od 15 października do 15 grudnia 1931 roku ukończył kurs próbny przy Wyższej Szkole Wojennej. Z dniem 4 stycznia 1932 roku został powołany na dwuletni kurs 1931/1933 do Wyższej Szkoły Wojennej w Warszawie. Z dniem 1 października 1933 roku, po ukończeniu kursu i otrzymaniu tytułu naukowego oficera dyplomowanego, został przeniesiony do Departamentu Aeronautyki Ministerstwa Spraw Wojskowych. Był wykładowcą lotnictwa Wyższej Szkoły Wojennej. 5 marca 1934 roku został awansowany do stopnia kapitana ze starszeństwem z dniem 1 stycznia 1934 roku i 29. lokatą w korpusie oficerów aeronautyki. Od listopada 1935 roku do sierpnia 1936 roku dowodził III plutonem 53 eskadry towarzyszącej w Wilnie. Na stopień majora został mianowany ze starszeństwem z 19 marca 1939 i 12. lokatą w korpusie oficerów lotnictwa, grupa liniowa. W tym samym roku pełnił służbę w Wyższej Szkole Wojennej na stanowisku wykładowcy przedmiotu taktyka lotnictwa.
W kampanii wrześniowej 1939 roku walczył jako referent operacyjny Dowództwa Lotnictwa i Obrony Przeciwlotniczej Armii „Modlin”. Następnie przez Rumunię i Francję ewakuował się do Anglii w której dowodził od 15 kwietnia do 9 sierpnia dywizjonem 305. Przeniesiony do Inspektoratu Lotnictwa w Londynie. Towarzyszył w podróży do Stanów Zjednoczonych gen. Sikorskiemu. Zwolniony z lotnictwa 13 lutego 1942 roku. Attaché lotniczy przy Ambasadzie RP w Waszyngtonie od 15 marca 1942 roku, a następnie w 1943 roku odwołany do Anglii, gdzie był dyrektorem nauk w Wyższej Szkole Lotniczej w Peebls. W 1942 udaremnił próbę zamachu w lecącym nad Atlantykiem samolocie gen. Władysława Sikorskiego.
Zmarł 20 marca 1944 roku, w polskim Szpitalu im. Ignacego Paderewskiego w Edynburgu, w następstwie obrażeń ciała doznanych w wypadku drogowym. Pochowany na cmentarzu w Newark-on-Trent, grób nr L 320.
Publikował w Przeglądzie Lotniczym.
- Organizacja pracy sztabu zgrupowania lotniczego, cz. I, nr 4, kwiecień 1935, s. 149-159.
- Organizacja pracy sztabu zgrupowania lotniczego, cz. II, nr 5, maj 1935, s. 194-205.
- Szyki powietrzne, nr 9, wrzesień 1935, s. 385-389.
- Piechota powietrzna, nr 5, maj 1938, s. 642.
- Dziesięciolecie „Przeglądu Lotniczego”, nr 11, listopad 1938, s. 1629.

## Ordery i odznaczenia
- Krzyż Srebrny Orderu Wojskowego Virtuti Militari
- Krzyż Niepodległości – 29 grudnia 1933 „za pracę w dziele odzyskania niepodległości”[7] zamiast uprzednio (2 sierpnia 1931) nadanego Medalu Niepodległości[8]
- Krzyż Walecznych
- Medal Lotniczy dwukrotnie

## Bohdan Kleczyński w filmie
Postać Bohdana Kleczyńskiego występuje w filmie Katastrofa w Gibraltarze (1983) w reżyserii Bohdana Poręby. W roli podpułkownika wystąpił Zygmunt Malanowicz.